# 埃涅茨人
埃涅茨人，又稱葉尼塞薩莫耶德人，是居住在俄羅斯葉尼塞河河口東岸的一個民族，是薩莫耶德人的一个分支。據2010年俄羅斯人口普查，俄羅斯有埃涅茨人227人。此外據2001年烏克蘭人口普查，烏克蘭也有26人埃涅茨人居住，其中有18人能说埃涅茨语。在俄罗斯，埃涅茨人在法律上享有人数稀少原住民的地位。
埃涅茨語是萨莫耶德语族中的一门语言，以前也被称为葉尼塞薩莫耶德语（不能跟叶尼塞语系混淆，两者并无关联）。埃涅茨人依然说他们的语言，但由于他们接受的是俄语教育，因此他们可能会丧失他们的语言。几乎所有人都会说俄语，大部分也会说涅涅茨语。

## 分布范围
埃涅茨人像涅涅茨人那样分为森林埃涅茨人和冻原埃涅茨人。历史上曾为游牧民族，现今两个分支都居住在叶尼塞河下游杜金卡市两边的居住区里：森林埃涅茨人住在波塔波沃（Потапово）村，冻原埃涅茨人主要在沃龙佐沃（Воронцово）村里。

## 经济文化
传统的谋生手段是打猎、捕鱼和饲养驯鹿。物质文化上跟涅涅茨人、恩加納桑人及多尔干人类似。口头相传的民族传统包括神话、历史事件、童话和故事。传统信仰包括自然神明、对先人的崇拜以及萨满教。仅仅森林埃涅茨人在名义上转向信仰东正教。